# Cybill Troy
Cybill Troy (* 4. Februar 1986) ist eine britische Pornodarstellerin.

## Leben
Cybill Troy ist seit 2011 als Pornodarstellerin tätig. Die Internet Adult Film Database (IAFD) listete im November 2022 insgesamt 76 Filme, in denen sie mitgewirkt hat. Bei den AVN Awards wurde sie 2018 in der Kategorie „Niche Performer of the Year“ ausgezeichnet.

## Auszeichnungen
- 2018: AVN Award als Niche Performer of the Year

## Filmografie (Auswahl)
- 2017: Cybill Troy is Vicious
- 2018: Sisters Of No Mercy
- 2020: Fetish Dreamland